# Clubiona congentilis
Clubiona congentilis är en spindelart som beskrevs av Kulczynski 1913. Clubiona congentilis ingår i släktet Clubiona och familjen säckspindlar. Inga underarter finns listade i Catalogue of Life.